# Football Club Saint-Gall (féminines)
 (juillet 2022).
Si vous disposez d'ouvrages ou d'articles de référence ou si vous connaissez des sites web de qualité traitant du thème abordé ici, merci de compléter l'article en donnant les références utiles à sa vérifiabilité et en les liant à la section « Notes et références ».
Maillots
Actualités
Le Football Club Saint-Gall (en allemand Fussball Club Sankt Gallen), plus communément en français FC Saint-Gall féminin, est un club de football féminin suisse issu de la fusion des sections féminines du FC Saint-Gall et du FC Staad.

## Histoire
La section féminine du FC Staad est créée en 1992 et monte pour la première fois en ligue nationale A en 2001. Elle est reléguée trois fois en ligue nationale B : en 2003, 2009 et 2017.
Comme l'équipe féminine du FC Saint-Gall, créée en 1970, avait été reléguée en deuxième division l'année précédente, il n'y a plus de club féminin de Suisse orientale au plus haut niveau. Les deux clubs, déjà en relation au niveau des sections de jeunes, décide alors de s'unir et former le FC Saint Gall-Staad en juillet 2017,.
Lors de la première saison 2017-2018 en deuxième division, le club termine à la 3e place et ne parvient donc pas à retrouver l'élite. La saison suivante, le club obtient sa promotion et atteint également la demi-finale de la Coupe de Suisse.
Pour la saison 2019-2020, le club recrute l'entraîneur Marco Zwyssig mais la saison est interrompue à cause de la pandémie de Covid-19. Le club occupait à ce moment la 7e place du classement sur huit équipes engagées.
Avant la saison 2020-2021, les deux clubs prolongent leur coopération jusqu'en 2023. Le 13 août 2020, pour le match d'ouverture de la saison, Saint Gall-Staad s'impose 2-0 à domicile au Kybunpark contre Grasshoppers. C'est le premier match du championnat suisse féminin retransmis en direct à la télévision.
En mars 2021, le club annonce la fin du contrat de Marco Zwyssig en fin de saison et présente Marisa Wunderlin pour lui succéder.
En juillet 2022, le club annonce continuer son intégration dans l'organisation du FC Saint-Gall en abandonnant le nom FC Saint-Gall-Staad au profit de FC Saint-Gall 1879,.

## Stades
Du printemps à l'automne, le FC Saint-Gall joue ses matchs à domicile au Espenmoos, l'ancien stade du FC Saint-Gall. En hiver, le club évolue sur le terrain synthétique du Gründenmoos, à côté du nouveau Kybunpark.